# Kritik der reinen Vernunft

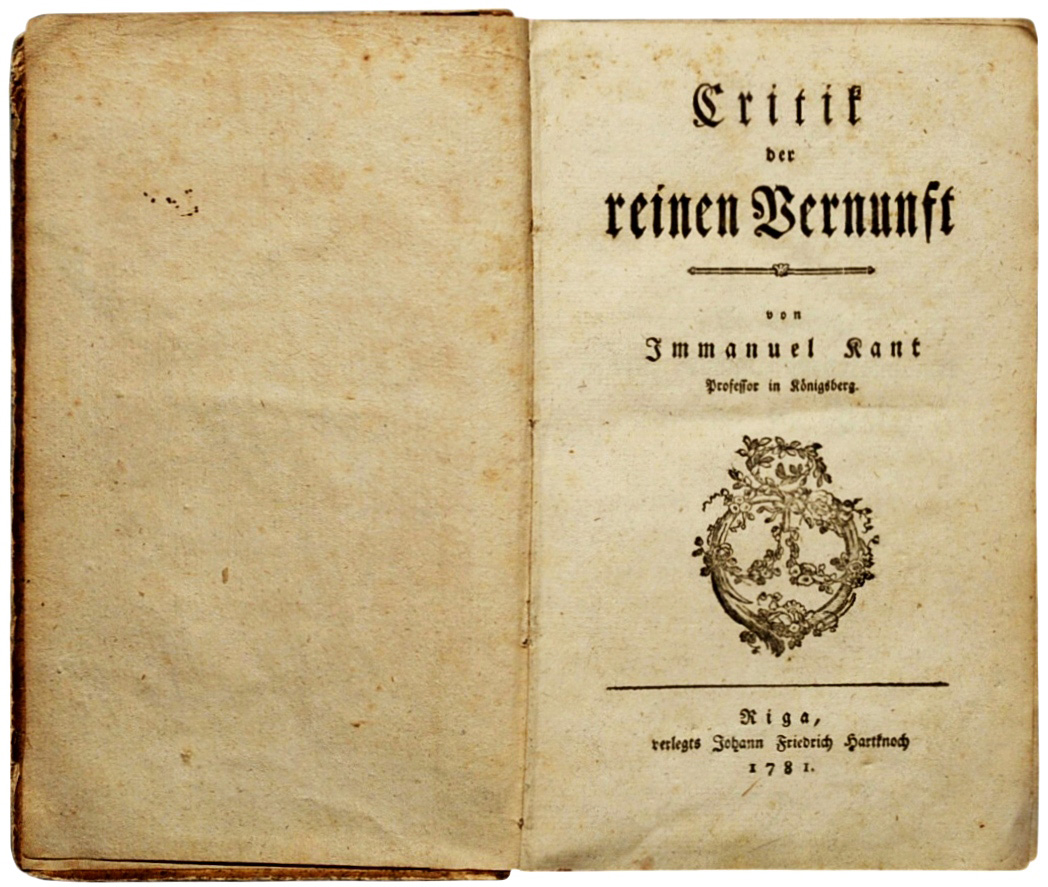
Titelblatt des Erstdruckes, 1781

Die Kritik der reinen Vernunft (KrV; im Original Critik der reinen Vernunft) ist das erkenntnistheoretische Hauptwerk des Philosophen Immanuel Kant, in dem er den Grundriss für seine Transzendentalphilosophie liefert. Die KrV wird als eines der einflussreichsten Werke in der Philosophiegeschichte betrachtet und kennzeichnet einen Wendepunkt und den Beginn der modernen Philosophie. Kant schrieb die KrV als erste seiner drei „Kritiken“; es folgten die Kritik der praktischen Vernunft und die Kritik der Urteilskraft. An die KrV schließen zudem die Prolegomena von 1783 an.
Die Kritik der reinen Vernunft erschien in deutscher Sprache in erster Auflage (A) im Jahr 1781 bei Johann Friedrich Hartknoch. Eine zweite Auflage (B), in Abschnitten wesentlich verändert und erweitert, kam 1787 heraus. In den 1790er Jahren erschienen weitere Fassungen, die sich aber nur unwesentlich von der zweiten Auflage unterschieden.
Dem Artikel wird vorwiegend die zweite Auflage zugrunde gelegt.

## Entstehungsgeschichte
Die Kritik der reinen Vernunft ist ein grundlegender Wendepunkt in der Philosophie Immanuel Kants. In seinen frühen Jahren war er geprägt durch seine Lehrer an der Universität, insbesondere durch den Rationalisten Martin Knutzen. In dieser Zeit beschäftigte er sich stark mit naturwissenschaftlichen Fragen und mit der Physik und Naturphilosophie Isaac Newtons. Sein frühes Hauptwerk ist die Allgemeine Naturgeschichte und Theorie des Himmels, in der er eine auch von Astronomen anerkannte Theorie über die Entstehung des Planetensystems und des Kosmos entwickelte, die über hundert Jahre als die Kant-Laplace-Theorie Aktualität hatte. Je mehr sich Kant auch mit metaphysischen Themen befasste, umso mehr sind wachsende Zweifel an der Position des Rationalismus erkennbar. Sein Interesse galt weniger der Entwicklung eines Systems, sondern vor allem der Aufklärung, weshalb man in „der Metaphysik durchaus analytisch verfahren müsse, denn ihr Geschäfte ist in der That, verworrene Erkenntnisse aufzulösen.“ (Immanuel Kant: AA II, 289) Während Kant bis zu seiner Dissertation für die Professur (Von der Form der Sinnen- und Verstandeswelt und ihren Gründen, 1770, original in Latein) regelmäßig eine große Anzahl von Schriften veröffentlicht hatte, unterbrach er bis auf wenige Ausnahmen seine schriftstellerische Tätigkeit für einen Zeitraum von zehn Jahren.
Zunächst wollte Kant nur seine Dissertation für eine Veröffentlichung überarbeiten. In seinen Briefen dieser Zeit äußerte er mehrfach die Ansicht, dass sein Werk bald fertig gestellt sein werde. Doch je tiefer er sich mit den erkenntnistheoretischen Fragen befasste, umso mehr musste er seine vorhergehenden Positionen überarbeiten und umso mehr verzögerte sich die Veröffentlichung. Anlass hierfür war wohl die skeptische Position Humes, dessen Lektüre „mir … zuerst den dogmatischen Schlummer unterbrach und meinen Untersuchungen im Felde der speculativen Philosophie eine ganz andere Richtung gab.“ (Immanuel Kant: AA IV, 260)
Am Ende dieser Neuorientierung konnte Kant das Buch „innerhalb etwa 4 bis 5 Monaten, gleichsam im Fluge“ niederschreiben. Doch nach seiner Veröffentlichung im Jahre 1781 war die Reaktion auf das Buch zunächst sehr verhalten. Moses Mendelssohn bezeichnete es als „Nervensaft verzehrendes Werk“. Allgemein wurde die Schrift als dunkel und unverständlich eingestuft. Kant, der sehr enttäuscht war, schrieb darauf die Prolegomena zu einer jeden künftigen Metaphysik, die als Wissenschaft wird auftreten können (1783), in der er seine neue philosophische Position statt nach „synthetischer Lehrart“ in „analytischer Methode“ darstellte. Allmählich nahm die Rezeption zu und mit Erscheinen der zweiten, stark überarbeiteten Auflage der Kritik der reinen Vernunft im Jahre 1787 wurde Kant zum führenden und meistdiskutierten Philosophen seiner Zeit, der auch bald im Ausland Aufmerksamkeit erregte.
In die Zeit der Niederschrift zur Kritik der reinen Vernunft fällt die enge Freundschaft mit dem aus England stammenden, hoch gebildeten Händler Joseph Green. Mit ihm soll Kant den Inhalt seines Werkes noch vor der Publikation ausführlich diskutiert haben.
Das Werk wurde 1827 von der katholischen Kirche auf den Index der verbotenen Bücher gesetzt.

## Unterfangen der Kritik
Kant hielt seine Vorlesungen zur Metaphysik nach dem Lehrbuch von Alexander Gottlieb Baumgarten, einem Vertreter der rationalistischen Schule von Christian Wolff. Zurückgehend auf René Descartes, Baruch de Spinoza und im deutschen Sprachraum vor allem Leibniz vertrat der Rationalismus die Auffassung, dass alle Erkenntnis Vernunfterkenntnis ist. Sinnliche Erfahrung hingegen ist dunkel und täuschungsanfällig; erst durch die Vernunft, die erkennt, was Wirklichkeit und Wahrheit ist, wird die sinnliche Erfahrung geordnet und erhellt.
Die Grundthese des Empirismus, wie sie in der Tradition von Francis Bacon und Thomas Hobbes und vor allem von John Locke vertreten wurde, besagt hingegen, dass alle Erkenntnis auf der kausal verursachten Erfahrung der Welt durch die Sinne und deren Reflexion im Verstand beruht. Der Inhalt des Denkens ist durch die Wahrnehmung bestimmt, alle Ideen und Begriffe beruhen auf Erfahrung. Die Wahrheit von Ideenverknüpfungen entscheidet sich aber wiederum allein in den beobachtbaren Tatsachen.
Kant suchte diesen unversöhnlich erscheinenden Konflikt zu lösen, indem er beide Grundpositionen einer Kritik unterzog: Dem Rationalismus hielt er entgegen, dass die Sinne ebenfalls Erkenntnisquelle seien. Sie liefern in der Alltagserkenntnis das Material für den Verstand, ohne das eine Erkenntnis überhaupt nicht möglich wäre. Gegen den Empirismus brachte er vor, dass nicht alle Vorstellungen aus der Erfahrung stammen können. Dabei teilte er den Befund von David Hume, dass vor allem notwendige und allgemeine Verknüpfungen von Vorstellungen, wie sie in Naturgesetzen vorliegen, sich so nicht in den Beobachtungen der Sinne finden lassen. Er akzeptiert jedoch nicht Humes skeptische Konsequenz, die Notwendigkeit für eine illusorische Überhöhung bloßer Gewohnheit zu halten. Kant erschien es vielmehr notwendig, dass Erkenntnis erst entsteht, wenn Sinnesdaten im menschlichen Verstand, der Vorstellungen a priori enthält, verarbeitet werden. Erst die Einheit aus Sinnen und Verstand führe zu Erkenntnis, die Notwendigkeit ergibt sich aus einem reinen, erfahrungsunabhängigen „Verstandesbegriff“. Diese Grundeinsicht hat Kant plakativ formuliert:

„Gedanken ohne Inhalt sind leer, Anschauungen ohne Begriffe sind blind.“

Dabei ist es nach Kant zuerst der Verstand, der die Erscheinungen für sich auf der Basis der Empfindungen formt und konstruiert. Dazu wählt er die für seine Handlungs- oder Denkschemata geeigneten oder notwendigen Sinneseindrücke aus. Ohne Tätigkeit des Verstandes wären alle sinnlichen Empfindungen bloße unstrukturierte „Data“. Bezogen auf den Verstand formuliert Kant: „[…] alle seine Vorstellungen und Begriffe sind bloss seine Geschöpfe, der Mensch denkt mit seinem Verstand ursprünglich, und er schafft sich also seine Welt.“ (Immanuel Kant: AA VII, 71)
So ist auch die Organisation und der Zusammenhang, wie die Natur dem Menschen erscheint, nicht von dieser vorgegeben, sondern davon abhängig, wie sie durch den Erkenntnisapparat verarbeitet wird:

„Die Ordnung und Regelmäßigkeit an den Erscheinungen, die wir Natur nennen, bringen wir selbst hinein, und würden sie auch nicht darin finden können, hätten wir sie nicht, oder die Natur unseres Gemüts ursprünglich hineingelegt.“

Kants KrV liefert nicht nur eine neue Erkenntnistheorie, sondern klärt auch das Verhältnis des Erkenntnisvermögens zur Logik, Mathematik, zu den Naturwissenschaften sowie zur Metaphysik und Ontologie. Als Methodenlehre ist sie zugleich Ausgangspunkt des Kritizismus. Sie ist eine „Propädeutik, welche das Vermögen der Vernunft in Ansehung aller reinen Erkenntnisse a priori untersucht […].“ (B 869) Die Ergebnisse aus der KrV wurden zur Grundlage von Kants Ethik, in der Ästhetik, aber auch in der Geschichts- und Religionsphilosophie.

## Inhalt

### Bedeutung des TitelsKritik der reinen Vernunft
- Kritik ist nicht als Beanstandung, Tadel oder Herabwürdigung zu verstehen, sondern im ursprünglichen Sinn des griechischen Wortes κρίνω krino, Infinitiv krinein „scheiden, unterscheiden, beurteilen“ als Analyse und Überprüfung im weitesten Sinne. Die KrV trennt dabei die Beiträge der reinen Vernunft zur Erkenntnis von der Spekulation, deren Wahrheitsgehalt nicht feststellbar ist.
- Der Genitiv (der) kann sowohl als genitivus objectivus wie als genitivus subjectivus gelesen werden, also als eine Kritik an der Vernunft und durch die Vernunft. Als oberstes Erkenntnisvermögen kann sich die Vernunft selbst zum Gegenstand einer Selbstkritik machen. Kant spricht vom „Gerichtshof der Vernunft“ (B 779), vor dem die Vernunft Kläger, Angeklagter und Richter zugleich ist.
- Die reine Vernunft umfasst nach Kant die Fähigkeit des menschlichen Denkens, Erkenntnisse ohne Rückgriff auf vorhergegangene sinnliche Erfahrung zu erlangen. Rein ist das Erkenntnisvermögen, wenn es keine bestimmte Erfahrung voraussetzt, sondern nur mit Vorstellungen arbeitet, die das Subjekt in sich selbst vorfindet oder erzeugt. Diese Erkenntnisse sind a priori, da ihre Wahrheit ohne Überprüfung in der Erfahrung feststellbar ist.
- Der Erkenntnisapparat des Subjektes im Sinne der Kritik der reinen Vernunft umfasst
  - die Sinnlichkeit als das Vermögen der Anschauung,
  - den Verstand als das Vermögen, Anschauungen unter (einfache) Begriffe zu bringen, sowie
  - die Vernunft im Allgemeinen als das Vermögen, die Verstandeserkenntnis zu ordnen; als das Vermögen, nach Prinzipien zu denken.

Damit bedeutet der Buchtitel: Überprüfung der Möglichkeiten der Erkenntnisfindung ohne Verwendung der Erfahrung und Beschränkung der Erkenntnis auf das ihr Zugängliche. Oder wie Kant es ausdrückt: „Was sind die Bedingungen der Möglichkeit von Erkenntnis?“

### Aufbau der Kritik der reinen Vernunft
| \| \| \| \| \| \| \| \| \| \| \| \| \| Vorrede \| \| \| \| \| \| \| \| \| \| \| \| \| \| \| \| \| \| \| \| \| \| \| \| \| \| \| \| \| \| \| \| \| \| \| \| \| \| \| \| \| \| \| \| \| \| \| \| \| \| \| \| \| \| Einleitung \| \| \| \| \| \| \| \| \| \| \| \| \| \| \| \| \| \| \| Transzendentale Elementarlehre \| Transzendentale Elementarlehre \| Transzendentale Elementarlehre \| Transzendentale Elementarlehre \| Transzendentale Elementarlehre \| Transzendentale Elementarlehre \| \| \| \| \| \| \| \| \| \| \| Transzendentale Methodenlehre \| Transzendentale Methodenlehre \| Transzendentale Methodenlehre \| Transzendentale Methodenlehre \| Transzendentale Methodenlehre \| Transzendentale Methodenlehre \| \| \| \| \| \| Transzendentale Elementarlehre \| Transzendentale Elementarlehre \| Transzendentale Elementarlehre \| Transzendentale Elementarlehre \| Transzendentale Elementarlehre \| Transzendentale Elementarlehre \| \| \| \| \| \| \| \| \| \| \| Transzendentale Methodenlehre \| Transzendentale Methodenlehre \| Transzendentale Methodenlehre \| Transzendentale Methodenlehre \| Transzendentale Methodenlehre \| Transzendentale Methodenlehre \| \| \| \| \| \| \| \| \| \| \| \| \| \| \| \| \| \| \| \| \| \| \| \| \| \| \| \| \| Transzendentale Ästhetik \| Transzendentale Ästhetik \| Transzendentale Ästhetik \| Transzendentale Ästhetik \| Transzendentale Ästhetik \| Transzendentale Ästhetik \| \| \| Transzendentale Logik \| Transzendentale Logik \| Transzendentale Logik \| Transzendentale Logik \| Transzendentale Logik \| Transzendentale Logik \| \| \| \| \| \| \| - Disziplin - Kanon - Architektonik - Geschichte \| - Disziplin - Kanon - Architektonik - Geschichte \| - Disziplin - Kanon - Architektonik - Geschichte \| - Disziplin - Kanon - Architektonik - Geschichte \| - Disziplin - Kanon - Architektonik - Geschichte \| - Disziplin - Kanon - Architektonik - Geschichte \| \| Transzendentale Ästhetik \| Transzendentale Ästhetik \| Transzendentale Ästhetik \| Transzendentale Ästhetik \| Transzendentale Ästhetik \| Transzendentale Ästhetik \| \| \| Transzendentale Logik \| Transzendentale Logik \| Transzendentale Logik \| Transzendentale Logik \| Transzendentale Logik \| Transzendentale Logik \| \| \| \| \| \| \| - Disziplin - Kanon - Architektonik - Geschichte \| - Disziplin - Kanon - Architektonik - Geschichte \| - Disziplin - Kanon - Architektonik - Geschichte \| - Disziplin - Kanon - Architektonik - Geschichte \| - Disziplin - Kanon - Architektonik - Geschichte \| - Disziplin - Kanon - Architektonik - Geschichte \| \| \| \| \| \| \| \| \| \| \| \| \| \| \| \| \| \| \| \| \| \| \| \| \| \| \| \| \| \| \| \| \| Transzendentale Analytik \| Transzendentale Analytik \| Transzendentale Analytik \| Transzendentale Analytik \| Transzendentale Analytik \| Transzendentale Analytik \| \| \| Transzendentale Dialektik \| Transzendentale Dialektik \| Transzendentale Dialektik \| Transzendentale Dialektik \| Transzendentale Dialektik \| Transzendentale Dialektik \| \| \| \| \| \| \| \| \| \| \| \| \| \| Transzendentale Analytik \| Transzendentale Analytik \| Transzendentale Analytik \| Transzendentale Analytik \| Transzendentale Analytik \| Transzendentale Analytik \| \| \| Transzendentale Dialektik \| Transzendentale Dialektik \| Transzendentale Dialektik \| Transzendentale Dialektik \| Transzendentale Dialektik \| Transzendentale Dialektik \| \| \| \| \| \| \| \| \| \| \| \| \| \| \| \| \| \| \| \| \| \| \| \| \| \| \| \| \| \| \| \| \| \| \| \| \| \| \| \| \| - Kategorien - Schemata - Grundsätze \| - Kategorien - Schemata - Grundsätze \| - Kategorien - Schemata - Grundsätze \| - Kategorien - Schemata - Grundsätze \| - Kategorien - Schemata - Grundsätze \| - Kategorien - Schemata - Grundsätze \| \| \| - Paralogismen - Antinomien - Regulative Ideen \| - Paralogismen - Antinomien - Regulative Ideen \| - Paralogismen - Antinomien - Regulative Ideen \| - Paralogismen - Antinomien - Regulative Ideen \| - Paralogismen - Antinomien - Regulative Ideen \| - Paralogismen - Antinomien - Regulative Ideen \| \| \| \| \| \| \| \| \| |                          |                          |                          |                                      |                                      |                                      |                                      |                                      |                                      |                       |                       |                                                |                                                |                                                |                                                |                                                |                                                |  |  |                                                  |                                                  |                                                  |                                                  |                                                  |                                                  |
| Aufbau der Kritik der reinen Vernunft |                          |                          |                          |                                      |                                      |                                      |                                      |                                      |                                      |                       |                       |                                                |                                                |                                                |                                                |                                                |                                                |  |  |                                                  |                                                  |                                                  |                                                  |                                                  |                                                  |
| |                          |                          |                          |                                      |                                      |                                      |                                      |                                      |                                      |                       |                       | Vorrede                                        |                                                |                                                |                                                |                                                |                                                |  |  |                                                  |                                                  |                                                  |                                                  |                                                  |                                                  |
| |                          |                          |                          |                                      |                                      |                                      |                                      |                                      |                                      |                       |                       |                                                |                                                |                                                |                                                |                                                |                                                |  |  |                                                  |                                                  |                                                  |                                                  |                                                  |                                                  |
| |                          |                          |                          |                                      |                                      |                                      |                                      |                                      |                                      |                       |                       | Einleitung                                     |                                                |                                                |                                                |                                                |                                                |  |  |                                                  |                                                  |                                                  |                                                  |                                                  |                                                  |
| |                          |                          |                          | Transzendentale Elementarlehre       | Transzendentale Elementarlehre       | Transzendentale Elementarlehre       | Transzendentale Elementarlehre       | Transzendentale Elementarlehre       | Transzendentale Elementarlehre       |                       |                       |                                                |                                                |                                                |                                                |                                                |                                                |  |  | Transzendentale Methodenlehre                    | Transzendentale Methodenlehre                    | Transzendentale Methodenlehre                    | Transzendentale Methodenlehre                    | Transzendentale Methodenlehre                    | Transzendentale Methodenlehre                    |
| |                          |                          |                          | Transzendentale Elementarlehre       | Transzendentale Elementarlehre       | Transzendentale Elementarlehre       | Transzendentale Elementarlehre       | Transzendentale Elementarlehre       | Transzendentale Elementarlehre       |                       |                       |                                                |                                                |                                                |                                                |                                                |                                                |  |  | Transzendentale Methodenlehre                    | Transzendentale Methodenlehre                    | Transzendentale Methodenlehre                    | Transzendentale Methodenlehre                    | Transzendentale Methodenlehre                    | Transzendentale Methodenlehre                    |
| |                          |                          |                          |                                      |                                      |                                      |                                      |                                      |                                      |                       |                       |                                                |                                                |                                                |                                                |                                                |                                                |  |  |                                                  |                                                  |                                                  |                                                  |                                                  |                                                  |
| Transzendentale Ästhetik | Transzendentale Ästhetik | Transzendentale Ästhetik | Transzendentale Ästhetik | Transzendentale Ästhetik             | Transzendentale Ästhetik             |                                      |                                      | Transzendentale Logik                | Transzendentale Logik                | Transzendentale Logik | Transzendentale Logik | Transzendentale Logik                          | Transzendentale Logik                          |                                                |                                                |                                                |                                                |  |  | - Disziplin - Kanon - Architektonik - Geschichte | - Disziplin - Kanon - Architektonik - Geschichte | - Disziplin - Kanon - Architektonik - Geschichte | - Disziplin - Kanon - Architektonik - Geschichte | - Disziplin - Kanon - Architektonik - Geschichte | - Disziplin - Kanon - Architektonik - Geschichte |
| Transzendentale Ästhetik | Transzendentale Ästhetik | Transzendentale Ästhetik | Transzendentale Ästhetik | Transzendentale Ästhetik             | Transzendentale Ästhetik             |                                      |                                      | Transzendentale Logik                | Transzendentale Logik                | Transzendentale Logik | Transzendentale Logik | Transzendentale Logik                          | Transzendentale Logik                          |                                                |                                                |                                                |                                                |  |  | - Disziplin - Kanon - Architektonik - Geschichte | - Disziplin - Kanon - Architektonik - Geschichte | - Disziplin - Kanon - Architektonik - Geschichte | - Disziplin - Kanon - Architektonik - Geschichte | - Disziplin - Kanon - Architektonik - Geschichte | - Disziplin - Kanon - Architektonik - Geschichte |
| |                          |                          |                          |                                      |                                      |                                      |                                      |                                      |                                      |                       |                       |                                                |                                                |                                                |                                                |                                                |                                                |  |  |                                                  |                                                  |                                                  |                                                  |                                                  |                                                  |
| |                          |                          |                          | Transzendentale Analytik             | Transzendentale Analytik             | Transzendentale Analytik             | Transzendentale Analytik             | Transzendentale Analytik             | Transzendentale Analytik             |                       |                       | Transzendentale Dialektik                      | Transzendentale Dialektik                      | Transzendentale Dialektik                      | Transzendentale Dialektik                      | Transzendentale Dialektik                      | Transzendentale Dialektik                      |  |  |                                                  |                                                  |                                                  |                                                  |                                                  |                                                  |
| |                          |                          |                          | Transzendentale Analytik             | Transzendentale Analytik             | Transzendentale Analytik             | Transzendentale Analytik             | Transzendentale Analytik             | Transzendentale Analytik             |                       |                       | Transzendentale Dialektik                      | Transzendentale Dialektik                      | Transzendentale Dialektik                      | Transzendentale Dialektik                      | Transzendentale Dialektik                      | Transzendentale Dialektik                      |  |  |                                                  |                                                  |                                                  |                                                  |                                                  |                                                  |
| |                          |                          |                          |                                      |                                      |                                      |                                      |                                      |                                      |                       |                       |                                                |                                                |                                                |                                                |                                                |                                                |  |  |                                                  |                                                  |                                                  |                                                  |                                                  |                                                  |
| |                          |                          |                          | - Kategorien - Schemata - Grundsätze | - Kategorien - Schemata - Grundsätze | - Kategorien - Schemata - Grundsätze | - Kategorien - Schemata - Grundsätze | - Kategorien - Schemata - Grundsätze | - Kategorien - Schemata - Grundsätze |                       |                       | - Paralogismen - Antinomien - Regulative Ideen | - Paralogismen - Antinomien - Regulative Ideen | - Paralogismen - Antinomien - Regulative Ideen | - Paralogismen - Antinomien - Regulative Ideen | - Paralogismen - Antinomien - Regulative Ideen | - Paralogismen - Antinomien - Regulative Ideen |  |  |                                                  |                                                  |                                                  |                                                  |                                                  |                                                  |

Nach einer Vorrede, die Kant in der zweiten Auflage völlig neu fasste, erfolgt eine Einleitung (B 1–30), in der wesentliche Grundbegriffe geklärt werden. Das Hauptwerk gliedert sich in zwei Teile, die Elementarlehre und die deutlich kürzere Methodenlehre. Die transzendentale Elementarlehre enthält die Auseinandersetzung mit den Bedingungen der Möglichkeit von Erkenntnis. Entsprechend den zwei Stämmen der menschlichen Erkenntnis ist sie zweigeteilt. Der erste Teil, die transzendentale Ästhetik (B 33ff), ist eine Theorie der sinnlichen Wahrnehmung. Der zweite Teil, die transzendentale Logik (B 74ff), befasst sich mit den Verstandesleistungen, die der Mensch zur Erkenntnis benötigt und über die er verfügt. Die transzendentale Logik ist ihrerseits wiederum zweigeteilt. Die transzendentale Analytik (B 89ff) ist eine Theorie des Denkens, in der Kant die Kategorien, Schemata und Grundsätze herausarbeitete, die für das menschliche Urteilsvermögen grundlegend sind. Am Ende des Abschnitts diskutierte er die Grenzen der menschlichen Vernunft. Den Gegenpol bildet die transzendentale Dialektik (B 349ff), in der Kant aufzeigte, wie die nach Erklärung des Unbedingten strebende Vernunft in einen dialektischen Schein gerät, indem sie vermutete Prinzipien zu epistemisch unzugänglichen Objekten verdinglicht. Auch wenn die Vernunft nach immer weiterer Erkenntnis strebt, sind die Fragen nach der Unsterblichkeit, nach Gott und nach der Freiheit mit den Mitteln der Vernunft nicht zu beantworten. Diese Begriffe sind transzendentale Ideen ohne jede empirische Anschauung. Jeder Versuch, Erkenntnisse über sie zu gewinnen, endet notwendig im transzendentalen Schein. Da aber auch niemand zeigen kann, dass es sie nicht gibt, ist der Mensch berechtigt, sie als regulative Ideen aufzufassen und zum Leitprinzip seines praktischen Lebens zu machen. Die transzendentale Methodenlehre (B 733-884) befasst sich mit Fragen, wie mit den Erkenntnissen der Elementarlehre umzugehen ist. Auf welche Weise ist der Kritizismus in der Philosophie einzusetzen und welche Bedeutung haben die regulativen Ideen für das praktische Leben?

#### Übersicht zur Gliederung derKritik der reinen Vernunft
Über die Verweise in der Übersicht gelangen Sie zu vertiefenden Artikeln zu den einzelnen Abschnitten.
| I. Von dem Unterschiede der reinen und empirischen Erkenntnis                                                                              |
| II. Wir sind im Besitze gewisser Erkenntnisse a priori und selbst der gemeine Verstand ist niemals ohne solche                             |
| III. Die Philosophie bedarf einer Wissenschaft, welche die Möglichkeit, die Principien und den Umfang aller Erkenntnisse a priori bestimme |
| IV. Von dem Unterschiede analytischer und synthetischer Urtheile                                                                           |
| V. In allen theoretischen Wissenschaften der Vernunft sind synthetische Urtheile a priori als Principien enthalten                         |
| VI. Allgemeine Aufgabe der reinen Vernunft                                                                                                 |
| VII. Idee und Eintheilung einer besonderen Wissenschaft unter dem Namen einer Kritik der reinen Vernunft                                   |

| 1. Abschnitt: Vom Raum                                |
| 2. Abschnitt: Von der Zeit                            |
| Allgemeine Anmerkungen zur transscendentalen Ästhetik |
| Beschluß der transscendentalen Ästhetik               |

| 1. Hauptstück. Von dem Leitfaden der Entdeckung aller reinen Verstandesbegriffe |
| 2. Hauptstück. Von der Deduction der reinen Verstandesbegriffe                  |

| Einleitung. Von der transscendentalen Urtheilskraft überhaupt                                          |
| 1. Hauptstück. Von dem Schematismus der reinen Verstandesbegriffe                                      |
| 2. Hauptstück. System aller Grundsätze des reinen Verstandes                                           |
| 3. Hauptstück. Von dem Grunde der Unterscheidung aller Gegenstände überhaupt in Phaenomena und Noumena |
| Anhang. Von der Amphibolie der Reflexionsbegriffe                                                      |

| 1. Hauptstück. Von dem Leitfaden der Entdeckung aller reinen Verstandesbegriffe |
| 2. Hauptstück. Von der Deduction der reinen Verstandesbegriffe                  |

| Einleitung. Von der transscendentalen Urtheilskraft überhaupt                                          |
| 1. Hauptstück. Von dem Schematismus der reinen Verstandesbegriffe                                      |
| 2. Hauptstück. System aller Grundsätze des reinen Verstandes                                           |
| 3. Hauptstück. Von dem Grunde der Unterscheidung aller Gegenstände überhaupt in Phaenomena und Noumena |
| Anhang. Von der Amphibolie der Reflexionsbegriffe                                                      |

| I. Vom transscendentalen Schein                                         |
| II. Von der reinen Vernunft als dem Sitze des transscendentalen Scheins |

| 1. Hauptstück. Von den Paralogismen der reinen Vernunft                                     |
| Allgemeine Anmerkung, den Übergang von der rationalen Psychologie zur Kosmologie betreffend |
| 2. Hauptstück. Die Antinomie der reinen Vernunft                                            |
| 3. Hauptstück. Das Ideal der reinen Vernunft                                                |

| Von dem regulativen Gebrauch der Ideen der reinen Vernunft             |
| Von der Endabsicht der natürlichen Dialektik der menschlichen Vernunft |

| I. Vom transscendentalen Schein                                         |
| II. Von der reinen Vernunft als dem Sitze des transscendentalen Scheins |

| 1. Hauptstück. Von den Paralogismen der reinen Vernunft                                     |
| Allgemeine Anmerkung, den Übergang von der rationalen Psychologie zur Kosmologie betreffend |
| 2. Hauptstück. Die Antinomie der reinen Vernunft                                            |
| 3. Hauptstück. Das Ideal der reinen Vernunft                                                |

| Von dem regulativen Gebrauch der Ideen der reinen Vernunft             |
| Von der Endabsicht der natürlichen Dialektik der menschlichen Vernunft |

| 1. Hauptstück. Von dem Leitfaden der Entdeckung aller reinen Verstandesbegriffe |
| 2. Hauptstück. Von der Deduction der reinen Verstandesbegriffe                  |

| Einleitung. Von der transscendentalen Urtheilskraft überhaupt                                          |
| 1. Hauptstück. Von dem Schematismus der reinen Verstandesbegriffe                                      |
| 2. Hauptstück. System aller Grundsätze des reinen Verstandes                                           |
| 3. Hauptstück. Von dem Grunde der Unterscheidung aller Gegenstände überhaupt in Phaenomena und Noumena |
| Anhang. Von der Amphibolie der Reflexionsbegriffe                                                      |

| 1. Hauptstück. Von dem Leitfaden der Entdeckung aller reinen Verstandesbegriffe |
| 2. Hauptstück. Von der Deduction der reinen Verstandesbegriffe                  |

| Einleitung. Von der transscendentalen Urtheilskraft überhaupt                                          |
| 1. Hauptstück. Von dem Schematismus der reinen Verstandesbegriffe                                      |
| 2. Hauptstück. System aller Grundsätze des reinen Verstandes                                           |
| 3. Hauptstück. Von dem Grunde der Unterscheidung aller Gegenstände überhaupt in Phaenomena und Noumena |
| Anhang. Von der Amphibolie der Reflexionsbegriffe                                                      |

| I. Vom transscendentalen Schein                                         |
| II. Von der reinen Vernunft als dem Sitze des transscendentalen Scheins |

| 1. Hauptstück. Von den Paralogismen der reinen Vernunft                                     |
| Allgemeine Anmerkung, den Übergang von der rationalen Psychologie zur Kosmologie betreffend |
| 2. Hauptstück. Die Antinomie der reinen Vernunft                                            |
| 3. Hauptstück. Das Ideal der reinen Vernunft                                                |

| Von dem regulativen Gebrauch der Ideen der reinen Vernunft             |
| Von der Endabsicht der natürlichen Dialektik der menschlichen Vernunft |

| I. Vom transscendentalen Schein                                         |
| II. Von der reinen Vernunft als dem Sitze des transscendentalen Scheins |

| 1. Hauptstück. Von den Paralogismen der reinen Vernunft                                     |
| Allgemeine Anmerkung, den Übergang von der rationalen Psychologie zur Kosmologie betreffend |
| 2. Hauptstück. Die Antinomie der reinen Vernunft                                            |
| 3. Hauptstück. Das Ideal der reinen Vernunft                                                |

| Von dem regulativen Gebrauch der Ideen der reinen Vernunft             |
| Von der Endabsicht der natürlichen Dialektik der menschlichen Vernunft |

| 1. Abschnitt: Vom Raum                                |
| 2. Abschnitt: Von der Zeit                            |
| Allgemeine Anmerkungen zur transscendentalen Ästhetik |
| Beschluß der transscendentalen Ästhetik               |

| 1. Hauptstück. Von dem Leitfaden der Entdeckung aller reinen Verstandesbegriffe |
| 2. Hauptstück. Von der Deduction der reinen Verstandesbegriffe                  |

| Einleitung. Von der transscendentalen Urtheilskraft überhaupt                                          |
| 1. Hauptstück. Von dem Schematismus der reinen Verstandesbegriffe                                      |
| 2. Hauptstück. System aller Grundsätze des reinen Verstandes                                           |
| 3. Hauptstück. Von dem Grunde der Unterscheidung aller Gegenstände überhaupt in Phaenomena und Noumena |
| Anhang. Von der Amphibolie der Reflexionsbegriffe                                                      |

| 1. Hauptstück. Von dem Leitfaden der Entdeckung aller reinen Verstandesbegriffe |
| 2. Hauptstück. Von der Deduction der reinen Verstandesbegriffe                  |

| Einleitung. Von der transscendentalen Urtheilskraft überhaupt                                          |
| 1. Hauptstück. Von dem Schematismus der reinen Verstandesbegriffe                                      |
| 2. Hauptstück. System aller Grundsätze des reinen Verstandes                                           |
| 3. Hauptstück. Von dem Grunde der Unterscheidung aller Gegenstände überhaupt in Phaenomena und Noumena |
| Anhang. Von der Amphibolie der Reflexionsbegriffe                                                      |

| I. Vom transscendentalen Schein                                         |
| II. Von der reinen Vernunft als dem Sitze des transscendentalen Scheins |

| 1. Hauptstück. Von den Paralogismen der reinen Vernunft                                     |
| Allgemeine Anmerkung, den Übergang von der rationalen Psychologie zur Kosmologie betreffend |
| 2. Hauptstück. Die Antinomie der reinen Vernunft                                            |
| 3. Hauptstück. Das Ideal der reinen Vernunft                                                |

| Von dem regulativen Gebrauch der Ideen der reinen Vernunft             |
| Von der Endabsicht der natürlichen Dialektik der menschlichen Vernunft |

| I. Vom transscendentalen Schein                                         |
| II. Von der reinen Vernunft als dem Sitze des transscendentalen Scheins |

| 1. Hauptstück. Von den Paralogismen der reinen Vernunft                                     |
| Allgemeine Anmerkung, den Übergang von der rationalen Psychologie zur Kosmologie betreffend |
| 2. Hauptstück. Die Antinomie der reinen Vernunft                                            |
| 3. Hauptstück. Das Ideal der reinen Vernunft                                                |

| Von dem regulativen Gebrauch der Ideen der reinen Vernunft             |
| Von der Endabsicht der natürlichen Dialektik der menschlichen Vernunft |

| 1. Hauptstück. Von dem Leitfaden der Entdeckung aller reinen Verstandesbegriffe |
| 2. Hauptstück. Von der Deduction der reinen Verstandesbegriffe                  |

| Einleitung. Von der transscendentalen Urtheilskraft überhaupt                                          |
| 1. Hauptstück. Von dem Schematismus der reinen Verstandesbegriffe                                      |
| 2. Hauptstück. System aller Grundsätze des reinen Verstandes                                           |
| 3. Hauptstück. Von dem Grunde der Unterscheidung aller Gegenstände überhaupt in Phaenomena und Noumena |
| Anhang. Von der Amphibolie der Reflexionsbegriffe                                                      |

| 1. Hauptstück. Von dem Leitfaden der Entdeckung aller reinen Verstandesbegriffe |
| 2. Hauptstück. Von der Deduction der reinen Verstandesbegriffe                  |

| Einleitung. Von der transscendentalen Urtheilskraft überhaupt                                          |
| 1. Hauptstück. Von dem Schematismus der reinen Verstandesbegriffe                                      |
| 2. Hauptstück. System aller Grundsätze des reinen Verstandes                                           |
| 3. Hauptstück. Von dem Grunde der Unterscheidung aller Gegenstände überhaupt in Phaenomena und Noumena |
| Anhang. Von der Amphibolie der Reflexionsbegriffe                                                      |

| I. Vom transscendentalen Schein                                         |
| II. Von der reinen Vernunft als dem Sitze des transscendentalen Scheins |

| 1. Hauptstück. Von den Paralogismen der reinen Vernunft                                     |
| Allgemeine Anmerkung, den Übergang von der rationalen Psychologie zur Kosmologie betreffend |
| 2. Hauptstück. Die Antinomie der reinen Vernunft                                            |
| 3. Hauptstück. Das Ideal der reinen Vernunft                                                |

| Von dem regulativen Gebrauch der Ideen der reinen Vernunft             |
| Von der Endabsicht der natürlichen Dialektik der menschlichen Vernunft |

| I. Vom transscendentalen Schein                                         |
| II. Von der reinen Vernunft als dem Sitze des transscendentalen Scheins |

| 1. Hauptstück. Von den Paralogismen der reinen Vernunft                                     |
| Allgemeine Anmerkung, den Übergang von der rationalen Psychologie zur Kosmologie betreffend |
| 2. Hauptstück. Die Antinomie der reinen Vernunft                                            |
| 3. Hauptstück. Das Ideal der reinen Vernunft                                                |

| Von dem regulativen Gebrauch der Ideen der reinen Vernunft             |
| Von der Endabsicht der natürlichen Dialektik der menschlichen Vernunft |

| Einleitung                                                |
| Erstes Hauptstück. Die Disciplin der reinen Vernunft      |
| Zweites Hauptstück. Der Kanon der reinen Vernunft         |
| Drittes Hauptstück. Die Architektonik der reinen Vernunft |
| Viertes Hauptstück. Die Geschichte der reinen Vernunft    |

### Aufgabe der Transzendentalphilosophie
Kant hat zu beiden Auflagen der KrV jeweils eine ausführliche Vorrede geschrieben, in denen er die Aufgabe seines neuen philosophischen Konzeptes erläuterte.

#### Vorrede zur 1. Auflage
Gleich im ersten Satz der Vorrede beschrieb Kant seine philosophische Problemstellung:
„Die menschliche Vernunft hat das besondere Schicksal in einer Gattung ihrer Erkenntnisse: dass sie durch Fragen belästigt wird, die sie nicht abweisen kann, denn sie sind ihr durch die Natur der Vernunft selbst aufgegeben, die sie aber nicht beantworten kann; denn sie übersteigen alles Vermögen der menschlichen Vernunft.“ (A VII)
In dem naturgegebenen Bemühen, seine Wirklichkeit immer besser zu erklären, muss der Mensch sich auch mit Fragen befassen, die sein Erkenntnisvermögen übersteigen. Aufgabe der Philosophie ist es, zu zeigen, wo die Grenze der Erkennbarkeit liegt. Dabei entsteht eine Vielzahl von Meinungen, die sich im Konflikt gegenüberstehen und den Blick auf die Wirklichkeit sogar verdunkeln können. „Der Kampfplatz dieser endlosen Streitigkeiten heißt nun Metaphysik.“ (A VIII)
Der Kampf findet für Kant zwischen Dogmatismus (Rationalismus vs. Empirismus) und Skeptizismus statt. Zwar hat die psychologische Analyse des Verstandes von Locke (Empirist) einen Weg eröffnet, doch ist die Diskussion darüber hinweggegangen. Stattdessen haben die Aporien im Streit der metaphysischen Positionen zu einer Gleichgültigkeit gegenüber der Metaphysik geführt (Vgl. A X). Kant bezeichnete die KrV nun als einen Gerichtshof, vor dem die Vernunft sowohl Kläger als auch Angeklagter, vor allem aber auch Richter sein soll. Diese juristische Metapher spielt in der Entwicklung der Argumente im Verlaufe der KrV immer wieder eine wesentliche Rolle.
Kant behauptete stolz, dass er den Schlüssel zur Lösung metaphysischer Fragen gefunden habe. Er war sich allerdings bewusst, dass die KrV ein schwieriger Text war und wies schon in der Vorrede darauf hin, dass an einigen Stellen, insbesondere der Deduktion der Verstandesbegriffe (siehe transzendentale Analytik), Missverständnisse entstehen könnten. Er betonte, dass es ihm nicht um Ästhetik, sondern um diskursive (begriffliche) Deutlichkeit gegangen sei.

#### Vorrede zur 2. Auflage
Aufgrund erheblicher Schwierigkeiten der Rezeption der ersten Auflage ging Kant in der Vorrede zur zweiten wesentlich breiter auf den grundlegenden Gedanken des Werks ein. Das Ziel der Kritik der reinen Vernunft sei es, der Metaphysik „den sicheren Gang einer Wissenschaft“ (B VII) zu ebnen, indem zunächst die allgemeinen Bedingungen und damit die notwendigen und im Voraus bestehenden Prägungen einer jeden Erkenntnis dargelegt werden. Nur weil diese Bedingungen aktiv sind, ist es auch möglich, durch Vernunft zu Experimenten zu gelangen, die dem zufälligen und gewöhnlichen Eindruck widersprechen, wofür Kant die Fallgesetze von Galileo Galilei, Evangelista Torricellis Experimente bezüglich des Luftdrucks und Georg Ernst Stahls Kalzination von Metallen als Beispiele nennt.
Die Wissenschaftler „begriffen, dass die Vernunft nur das einsieht, was sie selbst nach ihrem Entwurf hervorbringt, dass sie mit Prinzipien ihrer Urteile nach beständigen Gesetzen vorangehen und die Natur nötigen müsse, auf ihre Fragen zu antworten, nicht aber sich von ihr allein gleichsam am Leitbande gängeln lassen müsse; denn sonst hängen zufällige, nach keinem vorher entworfenen Plane gemachte Beobachtungen gar nicht in einem notwendigen Gesetze zusammen, welches doch die Vernunft sucht und bedarf.“ (B XIII) Die Wende besteht also darin, als Grundlage der Erkenntnistheorie anzunehmen, dass sich die Gegenstände der sinnlichen Wahrnehmung nach den Bedingungen a priori der Erkenntnis richten und nicht umgekehrt: „Es ist hiemit eben so, als mit den ersten Gedanken des Copernicus bewandt, der, nachdem es mit der Erklärung der Himmelsbewegungen nicht gut fort wollte, wenn er annahm, das ganze Sternheer drehe sich um den Zuschauer, versuchte, ob es nicht besser gelingen möchte, wenn er den Zuschauer sich drehen und dagegen die Sterne in Ruhe ließ. In der Metaphysik kann man nun, was die Anschauung der Gegenstände betrifft, es auf ähnliche Weise versuchen.“
Damit ist das Grundlagenwerk der Transzendentalphilosophie keine metaphysische Abhandlung, sondern die Darlegung der Möglichkeiten dazu, eine „Propädeutik“ und ein „Vorhof der Wissenschaften“, auf dem die „Umänderung der Denkart“ (B XXII, Anm.) stattfinden soll. Die Kritik ist also „ein Tractat von der Methode, nicht ein System der Wissenschaft selbst.“ Dadurch ist eine Restriktion der möglichen Erkenntnisse unvermeidlich, denn wie die Vorstellungen der Erscheinungen durch Verstandesbegriffe a priori bedingt sind, so ist die Erfahrung auch „das einzige Experiment einer Gegenprobe der Wahrheit“ (B XXI). Die Vernunft strebt aber nach Einsichten, die über die bloße sinnliche Evidenz hinausgehen, und so kündigt Kant die zwei Teile (später „Abteilungen“ genannt) der Transzendentalen Logik an: die Analytik und die Dialektik.
Mittels der Dialektik werden die Schlüsse der Vernunft, die nicht von Erscheinungen abhängen, als „Anmaßung überschwenglicher Einsichten“ der „spekulativen Vernunft“ (B XXX) erwiesen, was wesentlich auf die Leibniz-Wolffische Schule zielt. Doch neben den Naturgesetzen lässt sich die „Freiheit (im strengsten Sinne) als Eigenschaft unseres Willens“ (B XXIX) ohne einen Widerspruch denken (wie der freie Wille, einen Gegenstand fallen zu lassen oder nicht, selbst nicht den Naturgesetzen unterworfen ist), und so ist allerdings eine Ursache möglich, die nicht derart bedingt ist, weshalb Kant hier „Freiheit“ und das „Unbedingte“ synonym verwendet. Angesichts der Vernunftschlüsse und der Möglichkeit der Freiheit als Gegensatz der Naturgesetze ist also zunächst die umfangreiche und methodische Darlegung dessen nötig, was „objektive Realität“ und dadurch beweisbar ist und was dagegen zur Spekulation gehört, die, sofern es gute Gründe dafür gibt, berechtigt sein kann, wie bei den metaphysischen Fragen nach „Gott, Freiheit und Unsterblichkeit“ (ebd.). Dadurch ist die Möglichkeit der Metaphysik als Wissenschaft gegeben, auf die „sokratische Art“ (B XXXI) der Kenntnis der Grenzen des möglichen Wissens.

#### Einleitung

##### Reine und empirische Erkenntnis
„Wenn aber gleich alle unsere Erkenntnis mit der Erfahrung anhebt, so entspringt sie darum doch nicht eben alle aus der Erfahrung.“ (B 1) Mit diesem Satz grenzt sich Kant gegenüber Rationalismus und Empirismus gleichermaßen ab und erkennt ihnen doch eine gewisse Berechtigung zu. Zwar gibt es keine Erkenntnis außerhalb der Erfahrung, dennoch gibt es für Kant die Möglichkeit einer „reinen“ Erkenntnis, die nicht von Zufälligkeiten abhängig ist. Um seinen Lesern entgegenzukommen, erläutert Kant in der Einleitung der zweiten Auflage deshalb Grundbegriffe der Kritik der reinen Vernunft. Reine Erkenntnis ist demnach keine rationalistische Erkenntnis nichtempirischer Begriffe oder Gegenstände, sondern eben eine solche, bei der vom Inhalt jeder Erfahrung abgesehen wird. Das sind zum einen rein begriffliche (z. B.: „[Geometrische] Körper sind ausgedehnt“) und zum anderen solche Erkenntnisse a priori, deren Gesetzmäßigkeit im Verstand liegt, die sich aber auf die Erfahrung beziehen, „z. B. der Satz: eine jede Veränderung hat ihre Ursache“ (B 3). Das Merkmal der reinen Erkenntnisse ist ihre strenge Allgemeinheit und Notwendigkeit: Sie gelten ohne Ausnahme und es ist nicht ohne Widerspruch vorstellbar, sie gälten nicht. Davon zu unterscheiden sind die empirischen Erkenntnisse, die nur a posteriori, also nach der Erfahrung erworben werden. Dazu gehört bspw. „Alle Körper sind schwer“, denn dieser Satz folgt nach Kant nicht aus dem Begriff des geometrischen Körpers und ist keine Bedingung der Erfahrung. Selbst wenn er allgemein sein sollte, es also keine masselosen Körper gibt, fehlt ihm die Notwendigkeit, solange ein masseloser Körper widerspruchsfrei vorstellbar ist.

##### Wissenschaft a priori
„Die unvermeidlichen Aufgaben der reinen Vernunft selbst sind Gott, Freiheit und Unsterblichkeit.“ (B 7). Diese Themen liegen jenseits aller Erfahrung. Eine Metaphysik als Wissenschaft ist daher nur möglich und sinnvoll, wenn man überhaupt synthetische Aussagen a priori machen kann. In der Mathematik ist dies nach Auffassung von Kant der Fall. Diese Einsicht führt zu der Hoffnung, dass analog auch synthetische Erkenntnisse a priori zur Metaphysik zu finden sind.

##### Analytische und synthetische Urteile
Analytische Urteile sind Aussagen, in denen das Prädikat eines Satzes implizit im Subjekt enthalten ist (B 10). Der Satz „Ein ungelehrter Mensch ist nicht gelehrt“ (vgl. B 192) ist analytisch. Es entsteht keine neue Erkenntnis, sondern im Begriff des Subjektes ist das Prädikat bereits enthalten. Kant nannte solche Urteile auch Erläuterungsurteile. Bei synthetischen Urteilen wird einem Begriff ein Prädikat hinzugefügt, welches in diesem noch nicht enthalten war. „Alle Körper sind ausgedehnt“ ist eine analytische Aussage, denn der Begriff „Körper“ bedingt den der extensiven Größe. Wenn sich ein Würfel denken lässt – in der Geometrie – ohne dass es nötig oder auch nur möglich ist, ein Gewicht dafür zu bestimmen, so kann das Gewicht nicht a priori zu diesem Begriff gehören – „Begriff“ heißt hier: Konstruktion der Figur eines Würfels in der reinen Anschauung, nicht zu verwechseln mit „Terminus“/„Bezeichnung“. Für die Aussage „der Würfel wiegt etwas“, sind dagegen ein wahrnehmbarer Würfel und sein intensiver Grad nötig. In diesem Urteil wird dem in der reinen Anschauung konstruierten Begriff also ein Prädikat hinzugesetzt, das erst durch Erfahrung möglich ist. Der rein gedachte Begriff findet demnach eine Erweiterung durch ein Attribut des Empfindens, mit dem er in einem Urteil synthetisiert wird. Da alle Urteile a posteriori synthetisch sind, so ist es auch dieses (B 11).
|             | a priori                                                  | a posteriori               |
| ----------- | --------------------------------------------------------- | -------------------------- |
| analytisch  | tautologisch (Logik)                                      | -- (logisch nicht möglich) |
| synthetisch | allgemein & notwendig (z. B. Mathematik und reine Physik) | empirisch (Erfahrung)      |

##### Synthetische Urteile a priori
Ob auch synthetische Urteile a priori möglich sind, ist nach Kant zunächst gleichlautend mit der Frage, ob die Mathematik möglich sei. Die Mathematik ist jedoch eine Tatsache. Hat man also synthetische Urteile a priori in der Mathematik erwiesen, so wird ihre Bedeutung für die Bedingungen des Erkennens überhaupt zu klären sein.
Kant war der Auffassung, dass neben der Logik (z. B. dem Satz vom Widerspruch) noch die reine Anschauung notwendig ist, um Geometrie und Arithmetik zu ermöglichen. Er verdeutlichte dies an der einfachen Gleichung 7 + 5 = 12 (B 14). Der Begriff 12 ist weder im Begriff 7, noch im Begriff 5, noch im Begriff der Summe unmittelbar enthalten. Man braucht zusätzlich die Sukzession der Zeit, um die Aussage zu bestätigen, da darauf das Zählen überhaupt beruhe. Die Zahl zwölf erhält man erst durch eine gedankliche Konstruktion, die auf der inneren Anschauung des zusammenhängenden Nacheinander beruhe. Diese Auffassung wurde von Mathematikern in Zweifel gezogen, als Peano zeigen konnte, dass man jede Zahl aus einer allgemeinen Definition der natürlichen Zahlen ableiten kann, obgleich auch dazu einander folgende Geisteshandlungen notwendig sind. Im frühen zwanzigsten Jahrhundert wurde die Gegenposition aber als Logizismus bekannt. Dies bedeutet, dass man die Mathematik analytisch a priori aufbauen kann. Eine gewisse Unterstützung findet die Sicht Kants im mathematischen Intuitionismus.
Kants Beispiel einer synthetischen Geometrie a priori verdeutlichte er anhand einer Geraden als kürzester Verbindung zwischen zwei Punkten (B 16). Diesen Grundsatz der reinen Geometrie findet man nur durch Anschauung, was als Axiom selbstevident ist. Der Begriff des Kürzesten kommt erst durch die Anschauung hinzu und kann nicht aus der Zergliederung des Begriffe der Punkte oder der Verbindung gewonnen werden. Die Gültigkeit der Geometrie als Beispiel synthetischer Urteile a priori wird seit der Entwicklung der analytischen Geometrie von Mathematikern und Vertretern des Neokantianismus ebenfalls skeptisch beurteilt, obgleich auch hier darauf hingewiesen wurde, etwa von Ernst Cassirer (Zur Einsteinschen Relativitätstheorie; passim), dass der reine Raum bei Kant allein die Möglichkeit ist, das Nebeneinander zu denken. Für synthetische Aussagen a priori in der Physik nannte Kant als Beispiele die Erhaltung der Quantität der Materie und die Gleichheit von Wirkung und Gegenwirkung (B 17-18), das dritte Axiom Newtons.

##### Aufgabe der reinen Vernunft
Unabhängig davon, wie man die Beispiele Kants angesichts der Weiterentwicklung der Wissenschaften beurteilt, ergeben sich aus der allgemeinen Frage, wie synthetische Urteile a priori möglich sind, die drei konkreten Fragen Kants
- Wie ist reine Mathematik möglich?
- Wie ist reine Naturwissenschaft möglich?
- Wie ist Metaphysik als Wissenschaft möglich?

Diesen drei Fragen ist die ganze KrV gewidmet – sie werden insbesondere in den drei großen Abschnitten des ersten Teils (der transzendentalen Elementarlehre) der KrV behandelt, nämlich in der Transzendentalen Ästhetik eine Theorie der Mathematik, in der Transzendentalen Analytik eine Begründung der Naturwissenschaft und in der Transzendentalen Dialektik die Art und Weise, wie Metaphysik als Wissenschaft möglich ist.

### Die transzendentale Elementarlehre
In der transzendentalen Elementarlehre zeigt Kant gemäß der obigen Gliederung, wie objektive Realität, also Erfahrung, durch Sinnlichkeit und Verstand, den beiden Stämmen der Erkenntnis, entsteht, die diese nur gemeinsam hervorbringen können:
- „Gedanken ohne Inhalt sind leer“[16]: Die Transzendentale Ästhetik behandelt das Problem, wie, aufgrund der affektiven Sinnlichkeit des Menschen, in der Anschauung die empirischen Gegenstände möglich werden und in Raum und Zeit als wirklich erscheinen können.
- „Anschauungen ohne Begriffe sind blind“:[16] Die Transzendentale Logik erörtert die Begriffe des Verstandes (Kategorien) und, durch den Schematismus und die Verstandesgrundsätze, ihr Verhältnis zur reinen und zur empirischen Anschauung.

#### Die transzendentale Ästhetik, Überblick
Mit der Version von 1787 reagiert Kant auch im ersten Teil der Elementarlehre, der Transzendentalen Ästhetik, auf die Schwierigkeiten der Rezeption der ersten Fassung, indem er das Kapitel explizit der zu seiner Zeit oft debattierten und somit populären Frage der Schulphilosophie unterstellt, ob und wie synthetische Urteile a priori möglich seien, worauf die deutlich bejahende und erklärende Antwort folgt.
In der Transzendentalen Ästhetik wird die Form der Sinnlichkeit und damit das Vermögen der reinen Anschauung (intuitione pura) erörtert, das von der Empfindung (sensatio), die über die fünf Sinne stattfindet, und der Wahrnehmung (perceptio) als das Erzeugnis der Anschauung und der Empfindung, zu unterscheiden ist. Die Transzendentale Ästhetik ist also keine Theorie der Empfindung und der Wahrnehmung, sondern eine der Formen des inneren und äußeren Sinnes, denen als Merkmal die „Freiheit der Einbildungskraft“ zu eigen ist, durch das zum Beispiel das mathematische Denken ohne die fünf Sinne möglich ist und aus freiem Entschluss stattfinden kann, weshalb es aktiv, nicht reaktiv ist.
Denn wenn der Verstand sich einen Körper bloß denkt, so sind diesem Merkmale zu eigen, die nicht aus der Erfahrung stammen können, „nämlich Ausdehnung und Gestalt. Diese gehören zur reinen Anschauung, die a priori, auch ohne einen wirklichen Gegenstand der Sinne oder Empfindung, als eine bloße Form der Sinnlichkeit im Gemüte stattfindet.“ (B 35) Somit ist die Vorstellung des Raumes die Form des äußeren Sinnes, und jede Möglichkeit der räumlichen Anschauung ist a priori auf maximal drei Dimensionen restringiert, wie die zeitliche, der „innere Sinn“, auf eine Dimension. Kant weist darauf hin, dass weder der Raum selbst, noch die Zeit angeschaut werden können (B 37) – weshalb sie also die bloßen und sinnlichen Bedingungen des anschaulichen Denkens sind – und legt in den Abschnitten „Von dem Raume“ und „Von der Zeit“ jeweils fünf Charakteristiken dar (eine davon als Zusammenfassung für beide im Abschnitt über die Zeit), in denen auch erläutert wird, warum sich beide von den Verstandesbegriffen (Kategorien) unterscheiden.
1. Raum und Zeit sind keine empirischen Begriffe, sondern Vorstellungen a priori
2. Raum und Zeit sind notwendige Vorstellungen
3. Es sind nur Zeiten nacheinander und Räume nebeneinander denkbar
4. Da Raum und Zeit keine diskursiven Begriffe sind, gibt es nur einen Raum und eine Zeit, von denen erst durch den Verstand die jeweiligen Teile abgetrennt werden.
5. Da Raum und Zeit keine diskursiven Begriffe sind, sondern die Formen der Sinnlichkeit a priori, enthalten sie und nur sie das Prinzip der Unendlichkeit

(B 38-40/B 46-48)

„Daß schließlich die transscendentale Ästhetik nicht mehr als diese zwei Elemente, nämlich Raum und Zeit, enthalten könne, ist daraus klar, weil alle andre zur Sinnlichkeit gehörige Begriffe, selbst der der Bewegung, welcher beide Stücke vereinigt, etwas Empirisches voraussetzen.“

Die Beweisführung der fünf Sätze findet, neben mathematischen Beispielen von Linien und Dreiecken, wesentlich durch das Mittel der Selbstevidenz statt, was oft kritisiert wurde, tatsächlich aber nicht zu widerlegende und in diesem Sinne gültige Aussagen hervorgebracht hat, beispielsweise der Unmöglichkeit der anschaulichen Negation des inneren und äußeren Sinnes: man kann sich nicht vorstellen, dass kein Raum oder keine Zeit sei (B 38f./B 46), während alle empirischen Gegenstände auch leicht wegzudenken sind. Ebenso die Überlegungen zum Verhältnis des Sinnes der Zeit und der Veränderung: „denn die Zeit selbst verändert sich nicht, sondern etwas, das in der Zeit ist. Also wird dazu die Wahrnehmung von irgendeinem Dasein und der Succession seiner Bestimmungen, mithin Erfahrung erfordert.“
Mit der erkenntnistheoretischen Voraussetzung des einen grenzenlosen Raumes und der einen grenzenlosen Zeit als den beiden Formen der Sinnlichkeit a priori bricht Kant nicht nur mit der Leibniz-Wolffischen Schule, wie er selbst im Anschluss deutlich macht, sondern auch mit der physikalischen Überzeugung Isaac Newtons, für den Raum und Zeit, von jeder subjektiven Betrachtung unabhängig, existierende Wirklichkeit waren. Die Transzendentale Ästhetik liefert dagegen auch eine Erklärung für eines ihrer Beweismittel, nämlich dass die Mathematik ohne alle Empfindung (a posteriori) möglich ist und ihre Schlüsse allgemein und notwendig sind (worin nur ein Zirkel liegt, wenn es um den Beweis für deren Möglichkeit geht).
Diesen „Allgemeinen Anmerkungen“ zur Transzendentalen Ästhetik fügt Kant in der zweiten Auflage dann die Kapitel II-IV und einen „Beschluss“ hinzu und erläutert zunächst noch einmal, dass durch die derart bestimmende Anschauung, „als Vorstellung, vor aller Handlung, irgendetwas zu denken“, die räumlichen und zeitlichen Verhältnisse als „formale Bedingung“ im Voraus „im Gemüte gesetzt“ werden, wodurch „nicht eine Sache an sich erkannt“ wird, „das Innere, was dem Objekte an sich zukommt“ (B 67) demnach darin nicht enthalten sein kann und nennt das die „Idealität des äußeren sowohl als des inneren Sinnes“ (B 66). Im „Beschluss“ wird schließlich die Antwort auf die Frage der synthetischen Urteile a priori gegeben, indem in der reinen Anschauung über einen Begriff hinausgegangen werden kann (B 73), wie z. B. Kreis und Quadrat rein gedanklich verglichen werden können, mit dem synthetischen Urteil a priori als Folge, dass die Quadratur des Kreises unmöglich ist.

#### Transzendentale Logik, Überblick

##### Transzendentale Analytik
Die transzendentale Ästhetik zeigte, dass Begriffe ohne Anschauungen leer sind. Dass Anschauungen ohne Begriffe blind sind, belegt die transzendentale Analytik, als erster Abschnitt der transzendentalen Logik. Diese Logik befasst sich mit den Gesetzen des formalen Denkens, sofern sie a priori auf Gegenstände der Anschauung bezogen werden können. In Abgrenzung zur allgemeinen Logik, die als bloße Folgerichtigkeit „die Form des Denkens überhaupt“ bestimmt, ist die transzendentale Logik das Regelwerk a priori der Bedingungen, die jeder Erfahrung zugrunde liegen und sich in die Urteilsformen, die Kategorien, den Schematismus und die synthetischen Grundsätze teilen, die erst bekannt sein müssen, um diese Art der Logik, also die notwendigen Gesetze, denen gemäß der Verstand erkennt, als eine solche zu bezeichnen.

###### Analytik der Begriffe
| 1. Der Quantität: |
| ----------------- |
| Einheit           |
| Vielheit          |
| Allheit.          |

| 2. Der Qualität: |
| ---------------- |
| Realität         |
| Negation         |
| Limitation.      |

| 3. Der Relation:                                                         |
| ------------------------------------------------------------------------ |
| der Inhärenz und Subsistenz (substantia et accidens)                     |
| der Causalität und Dependenz (Ursache und Wirkung)                       |
| der Gemeinschaft (Wechselwirkung zwischen dem Handelnden und Leidenden). |

| 4. Der Modalität:              |
| ------------------------------ |
| Möglichkeit – Unmöglichkeit    |
| Dasein – Nichtsein             |
| Nothwendigkeit – Zufälligkeit. |

| 1. Der Quantität: |
| ----------------- |
| Einheit           |
| Vielheit          |
| Allheit.          |

| 2. Der Qualität: |
| ---------------- |
| Realität         |
| Negation         |
| Limitation.      |

| 3. Der Relation:                                                         |
| ------------------------------------------------------------------------ |
| der Inhärenz und Subsistenz (substantia et accidens)                     |
| der Causalität und Dependenz (Ursache und Wirkung)                       |
| der Gemeinschaft (Wechselwirkung zwischen dem Handelnden und Leidenden). |

| 4. Der Modalität:              |
| ------------------------------ |
| Möglichkeit – Unmöglichkeit    |
| Dasein – Nichtsein             |
| Nothwendigkeit – Zufälligkeit. |

Kant legt darum diese Bedingungen in der Transzendentalen Analytik dar. Sie bestehen zunächst aus zwei zueinander kongruenten Handlungen: dem Urteilen und dem Begreifen als die grundlegenden Voraussetzungen a priori, um Erkenntnisse zu erzeugen. Die Begriffe – also die aktiven („spontanen“) Formen, mit denen der Verstand begreift („Kategorien“, „Verstandesbegriffe“) – stellen die Erscheinungen gemäß der Quantität, der Qualität, der Relation und der Modalität vor, und in den Urteilen werden die Begriffe nach denselben vier Titeln verbunden: „Begriffe gründen sich also auf der Spontaneität des Denkens, wie sinnliche Anschauungen auf der Receptivität der Eindrücke. Von diesen Begriffen kann nun der Verstand keinen andern Gebrauch machen, als daß er dadurch urtheilt.“
In diesen allgemeinen Bestimmungen liegt daher sowohl die Möglichkeit wie auch die im Voraus immer schon bestehende Restriktion einer jeden Erfahrung. Kant bringt sie jeweils in eine systematische Ordnung, die Urteilstafel und die Tafel der Kategorien, die von jenen des Aristoteles abgeleitet, aber auf Grundbegriffe reduziert sind, die durch ihre Notwendigkeit die Vollständigkeit des Systems ermöglichen.
Wie sich die Verstandeskategorien a priori auf Gegenstände der Anschauung beziehen, wird im Kapitel zur transzendentalen Deduktion untersucht. Der Grundgedanke ist folgender: Die Bedingungen, unter denen der Mensch sich seiner selbst als in der Zeit identisches Subjekt bewusst werden kann, und die Bedingungen, unter denen er von Gegenständen Erfahrung haben kann, verweisen aufeinander. Ohne durchgängiges Selbstbewusstsein keine Erfahrung und vice versa. Das „Ich denke“, die transzendentale Apperzeption, muss alle Vorstellungen begleiten können. Das notwendig subjektive „Ich denke“ ist die objektive Bedingung für das Erkennen von Gegenständen. In einem zweiten Schritt zeigte Kant, dass die Kategorien zudem die Gesetzmäßigkeit der Gegenstände bestimmen. Gesetze existieren nicht in den Erscheinungen, sondern nur in deren Bezug auf das Subjekt. Die Kategorien sind somit allgemein und notwendig. Objektive Erkenntnis ist immer relativ zu der Erkenntnisfähigkeit des Subjekts.

##### Schematismus
Zwischen der Anschauung und dem Verstand muss es eine Ebene geben, die beide in ein Verhältnis setzt, und nach etwa einer Dekade des Nachdenkens darüber, welche das sei, erklärt Kant in dem Kapitel Von dem Schematismus der Verstandesbegriffe, dass es sich dabei um einen Akt des Urteilens handelt, bei dem die Zeit das Gesetz ist.
Jedes bestimmende Urteil setzt definitionsgemäß eine Regel voraus, unter die der Begriff subsumiert wird, und diese ist im Schematismus also durch die Succession der Zeit gegeben. Der Schematismus ist demnach eine bestimmende Urteilshandlung, mit der die Verstandesbegriffe (Kategorien) auf die innere Anschauung der Zeit bezogen werden. Das Erzeugnis dieses Urteils ist das jeweilige Schema der Kategorie, das demnach immer ein zeitbedingtes ist.
„Daher ist das Schema eigentlich nur  (…) der sinnliche Begriff eines Gegenstandes in Übereinstimmung mit der Kategorie“.
Der Schematismus ist damit die grundlegende Urteilshandlung des anschaulichen Erkennens überhaupt und eine notwendige Bedingung für die reine und für die empirische Anschauung. Ihr Erzeugnis, das jeweilige Schema der Kategorie, ist das verbindende Dritte zwischen dem inneren Sinn und den Verstandesbegriffen a priori. So erzeugt das Urteil des Begriffes der Größe (Quantität) und ihrer Kategorien – dem Einzelnen, der Vielheit und der Allheit – unter der Regel der Sukzession der Zeit das Schema der Zahl. Folglich listet Kant die einzelnen Urteile des Schematismus auf, gemäß der Zeitreihe, des Zeitinhaltes, der Zeitordnung und des Zeitinbegriffs.
1. Schema der Quantität (Zeitreihe): Zahl
2. Schema der Qualität (Zeitinhalt): kontinuierliche Erzeugung eines intensiven Grades
3. Schemata der Relation (Zeitordnung):
  1. Substanz: Beharrlichkeit
  2. Kausalität: Sukzession des Mannigfaltigen
  3. Wechselwirkung: Zugleichsein der Bestimmungen der Substanzen und Akzidenzen
4. Schemata der Modalität (Zeitinbegriff):
  1. Möglichkeit: Zusammenstimmung der Teile eines Gegenstandes mit dem Ganzen in irgendeiner Zeit
  2. Wirklichkeit: Dasein eines Gegenstandes in einer bestimmten Zeit
  3. Notwendigkeit: Dasein eines Gegenstandes zu aller Zeit

Mit der Zahl, dem beständig intensiven Grad, der Beharrlichkeit und dem Zugleichsein der Bestimmungen sind der Einbildungskraft die grundlegenden Regeln gegeben, um reine Vorstellungen wie das Dreieck oder empirische, Kant nennt den Hund als Beispiel, in der Abstraktion des Allgemeinen zu ermöglichen. Das Schema ist also „ein Monogramm der reinen Einbildungskraft a priori, wodurch und wornach die Bilder allererst möglich werden“.
Der Schematismus der Verstandesbegriffe ist demnach eine Folge bestimmender Urteile, die die Schemata als Regeln der anschaulichen (reinen und empirischen) Erkenntnisse erzeugen. Das kurze Kapitel über den Schematismus ist Gegenstand zahlloser Debatten und zweifelloser Missverständnisse selbst im akademischen Disput. Dazu können die gestückelt erscheinende Darstellung und die teils eher kontraproduktiven Versuche didaktischer Beispiele beigetragen haben.
So benutzt Kant schon zu Beginn einen für dieses sehr spezielle Themenfeld leicht irritierenden Vergleich (Regel: Zirkel; Begriff: Teller), der jedoch nur dazu gedacht ist, das Prinzip der bestimmenden Urteile zu erklären und sonst mit dem Schematismus nichts weiter zu tun hat. Zudem sind die heute gängigen Bedeutungen des Begriffes „Schema“ zu weit von dem altgriechischen Wort für „ich gestalte“ (σχημαινω) entfernt, und somit ist das davon abgeleitete „Schematismus“, im Sinne einer ersten verbindenden Urteilshandlung als Bedingung der Gestaltung, nicht glücklich gewählt (doch man denke z. B. an Wasser und Farben als die ins Verhältnis zu setzenden Bedingungen der Möglichkeit, „einem Begriff sein Bild zu verschaffen“, wobei weder das eine noch die anderen das Vermögen oder der Akt des Gestaltens sind, so wenig wie das Verfahren, sie zu verbinden, das allerdings dazu notwendig ist – der Schematismus geht darüber zwar hinaus, erzeugt aber nur eine nötige Abstraktion der Bilder).
Auch die für die „Kritik der reinen Vernunft“ untypische methodische Verwendung des Begriffes „Bild“ – als solcher festgelegt durch den einleitenden Satz, dass der Raum das „reine Bild“ aller Größen ist – im Kontext des anderen, „Schema“, ist ein Grund für Irritationen: „Die Vorstellung nun von einem allgemeinen Verfahren der Einbildungskraft, einem Begriff sein Bild zu verschaffen, nenne ich das Schema zu diesem Begriffe“.
Doch die folgende Erläuterung, dass jedes nur gedachte Dreieck dadurch allgemein ist, keine bestimmten Winkel zu haben und somit zu jedem Dreieck zu passen, aber das gezeichnete diese Allgemeinheit nie erreichen kann, ist ein anschaulicher didaktischer Hinweis des Philosophieprofessors Kant. Denn die philosophische Meditation darüber, was das gedachte Dreieck im Vergleich zu dem gezeichneten ist, kann den Weg zum Verständnis des Schematismus erleichtern.
Im Widerspruch zu Berkeley und Hume betrachtet Kant die Erzeugung der geometrischen Figuren also nicht als das Resultat einer Abstraktion, sondern die abstrakte Vorstellung (repraesentatio in abstracto) durch die Handlung des Schematismus ist das erste anschauliche Produkt überhaupt und lässt sich als ein begriffliches Bild bezeichnen. Der Schematismus ist insgesamt eine Ebene der abstrakten, aber anschaulichen Gestaltung eines Begriffes durch den Sinn der Zeit.
Das für die Erkenntnis so ursprüngliche, verbindende Urteil der Kategorie und der Zeit führt in der Folge auf die methodische Frage der Möglichkeit eines Begriffes, der nicht von der Zeit bestimmt ist, also auf die Temporalitäts- und Freiheitsproblematik, die Kant in der Kritik der praktischen Vernunft als „einer hellen Darstellung kaum empfänglich“ beschreibt.

###### Analytik der Grundsätze
Wie Kategorien auf die Gegenstände der Erfahrung angewandt werden, erörterte Kant in der Analytik der Grundsätze, die er auch als Transzendentale Doktrin der Urteilskraft bezeichnete. Aus der Kategorientafel entwickelte er das System der Grundsätze. Dies sind synthetische Urteile a priori, die als Bedingungen von Naturerkenntnis und damit als Fundamentalgesetze der Natur fungieren. Unterschieden wird in (1.) Axiome der Anschauung, (2.) Antizipationen der Wahrnehmung, (3.) Analogien der Erfahrung und (4.) Postulate des empirischen Denkens. Die ersten beiden Grundsätze, die mathematischen, lassen uns die Dinge als extensive und intensive Größen erkennen. Die letzten beiden, die dynamischen Grundsätze, bestimmen das Dasein der Dinge: die Analogien bestimmen es nach dem Verhältnis der Gegenstände untereinander, die Postulate nach dem Verhältnis, welches die Erscheinungen in Bezug auf das Erkenntnisvermögen besitzen. Alle Grundsätze sind genau und nur Prinzipien a priori der Möglichkeit von Erfahrung. Sie liegen jeder Einzelwissenschaft zugrunde.
In der Analytik zeigte Kant wie reine Naturwissenschaft möglich ist. Die gesetzmäßige Ordnung der Erscheinungen nennen wir Natur, ihre Gesetze Naturgesetze. Ihr Ursprung liegt im Verstande. Und so konnte Kant sagen, dass die Bedingungen der Erkenntnis der Gegenstände zugleich die Bedingungen der Gegenstände der Erkenntnis sind. Eine Revolution der Denkart, die gemeinhin als kopernikanische Wende gilt. Dies ist jedoch nur eine Metapher für den Wechsel der Perspektive, den Kant in die Erkenntnistheorie eingebracht hat.

###### Phänomena und Noumena
Nachdem Kant hergeleitet hatte, dass sich Erkenntnis aus dem Zusammenspiel von rezeptiver Sinnlichkeit und spontaner Verstandestätigkeit durch synthetisierende Prozesse nach Schemata und Prinzipien erfolgt, schloss er die transzendentale Analytik mit einer abgrenzenden Betrachtung. Die gegenständliche Welt stellt sich dem Menschen als Erscheinung, als Phänomenon, dar. Um sich in der Welt zu orientieren, strebt die Vernunft nach immer weiter gehender Erkenntnis. Kant stellte nun die Frage, ob man jenseits der sinnlichen Welt auch eine unabhängige Welt des reinen Verstandes mit reinen Gedankendingen, Noumena, erkennen kann. Dies lehnte er ab. Rein aus dem Verstand kann der Mensch keine zusätzliche Anschauung gewinnen. Der Begriff des Noumenon ist leer. Das Reden über Gedankendinge hat nur den Zweck, über die Grenze des Erkennbaren zu sprechen. Solche Gedankendinge ermöglichen keinen Zugang zu einer transzendenten Welt.

##### Transzendentale Dialektik
Hauptartikel: Transzendentale Dialektik
Gegenstand der transzendentalen Dialektik ist die Vernunft im engeren Sinne. So wie der Verstand die Mannigfaltigkeit der sinnlichen Empfindungen unter Begriffe subsumiert, so strukturiert die Vernunft die im Verstand gewonnenen Vorstellungen. Die Vernunft ist das Vermögen, die Begriffe des Verstandes unter Prinzipien zu bringen. Sie befasst sich niemals unmittelbar mit den sinnlichen Empfindungen, sondern geht immer nur auf die Begriffe und Urteile des Verstandes.
Aufgrund ihrer Eigenart strebt die Vernunft nach immer weiterer Erkenntnis. Jedes erkannte Phänomen ist ein Bedingtes. Die Vernunft sucht das dahinterstehende Bedingende. In einem fortgesetzten Prozess muss sie dabei zwangsläufig bei einem ersten Bedingenden anlangen, das selbst ein Unbedingtes ist. Dieses Unbedingte ist in dreifacher Weise denkbar. Im Bereich des inneren Sinnes ist es das Subjekt, das sich selbst denkt. Dessen Absolutheit ist die unsterbliche Seele. Diese ist Gegenstand der rationalen Psychologie. Rational bedeutet, dass die Untersuchung losgelöst von empirischen Gehalten erfolgt. In der äußeren Sphäre ist die „Totalität“ die Einheit aller Objekte, also das unendliche Universum. Dieses wird in der rationalen Kosmologie behandelt. Schließlich bedürfen Seele und Welt eines einheitlichen ewigen Urgrundes, eines Wesens des Wesens, also Gottes. Dieser ist Gegenstand der rationalen Theologie.
Das Gebiet der transzendentalen Dialektik ist damit der Bereich der klassischen speziellen Metaphysik. Kant nannte diesen Teil der KrV Dialektik, weil aus seiner Sicht der Versuch, über das Unbedingte Erkenntnisse erlangen zu wollen, sich notwendig in Widersprüche verwickeln muss. Seele, Welt und Gott sind reine Gedankendinge, die keine Grundlage in einer sinnlichen Anschauung haben. Wenn diese Gedankendinge, die Kant Vernunftideen nannte, als reale Gegenstände aufgefasst werden, entsteht lediglich ein transzendentaler Schein. Dieses zu zeigen ist Hauptaufgabe der transzendentalen Dialektik. Sie ist insofern eine ausführliche Kritik der klassischen Metaphysik. Diese Kritik wird ausgeführt in den drei Hauptstücken über
- Paralogismen: Kritik der rationalen Psychologie
- Antinomien: Kritik der rationalen Kosmologie
- Ideal der reinen Vernunft: Kritik der rationalen Theologie, insbesondere der Gottesbeweise.

Die reine Vernunft ist keine konstitutive Quelle der Erkenntnis. Der spekulative Gebrauch ihrer Prinzipien ist unnütz. Von den Ideen der Vernunft kann sinnvoll nur ein kritischer und regulativer Gebrauch gemacht werden.

### Transzendentale Methodenlehre (Überblick)
Hauptartikel: Transzendentale Methodenlehre
Nach Kant enthält die Methodenlehre die „Bestimmungen der formalen Bedingungen eines vollständigen Systems der reinen Vernunft“ (B. 735 f.). Während die transzendentale Elementarlehre die Grundlagen der Erkenntnis bereitstellt, enthält die Methodenlehre die Skizze für ein System der Philosophie.

#### Disziplin der reinen Vernunft
Die Disziplin soll helfen, Irrtümer zu vermeiden, die aus unangemessenen Methoden entspringen. Die klassische, dogmatische Methode der Philosophie hält Kant für unangemessen. Sie ist der Mathematik abgeschaut, die – wie Kant zeigt – in einer reinen, erfahrungsunabhängigen Anschauung Begriffe und Verhältnisse konstruiert, um dann erst Erkenntnisse zu gewinnen. Die Mathematik gründet ihr Wissen auf Axiomen, Definitionen und Demonstrationen. Der Philosophie ist dies nach Kant verwehrt. Sie muss ihre Erkenntnisse aus Begriffen gewinnen.
Kant lehnt ebenfalls die polemische Methode ab, denn die Philosophie selber kenne keine Polemik. Die skeptische Methode David Humes sieht Kant nur als eine Etappe im philosophischen Räsonieren.
Als einzig angemessene Methode kommt nach Kant der kritische Weg in Betracht, der sich durch Konzentration auf und Bindung an die Anschauungsformen Raum und Zeit, die Kategorien und die regulativen Vernunftideen auszeichnet.

#### Kanon der reinen Vernunft
Während die Disziplin eine Negativlehre ist, zeigt der Kanon nun, was erlaubt ist. Allerdings betrifft er nur den praktischen Gebrauch der reinen Vernunft. Dieser Abschnitt beschäftigt sich mit der Frage, ob der Mensch auf Glückseligkeit hoffen darf, wenn er das Sittengesetz befolgt. Kants Antwort lautete: Wir dürfen auf Glückseligkeit hoffen, wenn es Gott gibt und wenn unser Leben nicht schon mit dem körperlichen Tod endet. Die Untersuchung des transzendentalen Scheins in der Dialektik hat gezeigt, dass es dem Menschen möglich ist, Freiheit, Gott und eine unsterbliche Seele zwar nicht als Dinge, so doch als regulative Ideen anzunehmen.

#### Architektonik der reinen Vernunft
In diesem Abschnitt entwarf Kant die Struktur für ein nach seiner Auffassung vollständiges System der Philosophie. Die Metaphysik vollendet die Kultur der menschlichen Vernunft. Sie ist eine Theorie der Bedingungen der Möglichkeit aller anderen Wissenschaften. Vor allem aber bestimmt sie die praktischen Maximen von Moral und Politik.

#### Geschichte der reinen Vernunft
Kant ging auf diesen Schlusspunkt der KrV nur noch kurz ein. Seine Geschichte der Philosophie ist selbst Philosophie. Denn sie nimmt den Gedanken der Zweckhaftigkeit und Zielgerichtetheit wieder auf, die er für ein wesentliches Moment der theoretischen Vernunft hält und der nun der Schluss in der Komposition des Werkes zukommt.

## Rezeption
Weite Teile der deutschen Philosophie nach 1800 sind ohne die KrV nicht zu denken. Manche Philosophiehistoriker unterscheiden gar zwischen einer Zeit „vor Kant“ (bzw. der Kritik) und „nach Kant“. Im 18. Jahrhundert wird aus der kritischen Philosophie eine Weltanschauung.
Die KrV ist die Gründungsschrift für den deutschen Idealismus von Fichte, Hegel und Schelling sowie Bezugspunkt für den Neukantianismus, eine Strömung, die in der Mitte des 19. Jahrhunderts versucht, zu Kants Philosophie zurückzukehren.
Die KrV hat bis weit über die Philosophie hinaus gewirkt. Sie erweist zentrale Lehrsätze der traditionellen Theologie als unhaltbar, insbesondere weist sie traditionelle Versuche, die Existenz Gottes zu beweisen, als dogmatisches Scheinwissen und als Weltanschauung aus. Moses Mendelssohn nannte Kants Philosophie „alles zermalmend“. Doch die KrV zerstört nicht nur. Sie verteidigt menschliche Freiheit und Autonomie.
Insbesondere die beiden ersten Hauptteile der Kritik, die „transzendentale Ästhetik“ und die „transzendentale Logik“ sind bis heute Ausgangspunkt erkenntnistheoretischer und wissenschaftstheoretischer Überlegungen. Bezieht man aber Kants Frage nach der Gültigkeit traditioneller metaphysischer Aussagen mit ein, so muss man die gesamte KrV wie auch alle drei kritischen Werke als Einheit betrachten.

### Erste Reaktionen
Nach einigem Stillschweigen – mit dem das Publikum „eine geraume Zeit hindurch meine Kritik beehrt hat“ (Kant, Proleg., A 216) – forderte die neue und mit dem Anspruch auf Gesamtgültigkeit formulierte Erkenntnistheorie der KrV namhafte Philosophen der Leibniz-Wolffischen Schule oder des Empirismus zum Widerspruch heraus, darunter Ernst Platner, Dietrich Tiedemann, Christoph Meiners,
Christian Gottlieb Selle, Johann Georg Heinrich Feder und Johann August Eberhard.
Davon lassen sich zwei exemplarische Reaktionen herausgreifen, die zudem Auswirkungen auf die zweite Auflage der KrV hatten oder Kants Kommentare dazu beeinflussten: a. der Disput um die Göttinger Rezension, b. die Deutung in J. A. Eberhards Magazin. Hinzu kommt c. die Grundlegung des Kanons der Kantianer durch Reinhold nebst Gottlob Ernst Schulzes Replik in Aenesidemus.

### Disput um die Göttinger Rezension
Die Rezeptionsgeschichte der Kritik der reinen Vernunft begann am 19. Januar 1782, als in den Zugaben zu den Göttingischen Anzeigen von gelehrten Sachen eine anonyme Rezension erschien, in der Kant vorgeworfen wurde, im Grunde nur eine Variante des englischen „transccendentellen Idealismus“ von Berkeley und Hume vorgelegt zu haben.
Der Disput, der sich daraus entwickelte, war für die Prolegomena – der Erklärung der Kritik der reinen Vernunft – wie für deren überarbeitete Auflage von 1787 folgenreich und wirft ein Licht auf Kants Umgang mit Kritik an seinem Werk. In der gesamten Vorarbeit und dann im Anhang zu den Prolegomena reagierte er prompt und bescheinigte „dem Rezensenten“, sich „mit seinem eigenen Schatten“ zu schlagen (ebd., A210), da der kritische Idealismus „das Gegenteil von jenem eigentlichen Idealism“ (ebd., A 206) sei. Nach einer Reihe von Widerlegungen nannte Kant den anonymen Rezensenten einen „angemaßten Richter“ der „auch nicht das mindeste davon und obenein sich selbst nicht recht verstanden habe“ (ebd., A,209) und forderte ihn auf, „aus dem Inkognito zu treten“ (ebd., A 215).
Dem Aufruf folgte der von Kant durchaus geschätzte Philosoph Christian Garve brieflich am 13. Juli 1783, indem er erklärte, zwar tatsächlich eine Rezension für die Zeitung verfasst, sie allerdings in der gedruckten Fassung kaum wiedererkannt zu haben, weil sie inhaltlich verändert und stark gekürzt worden sei, wobei Garve den Kollegen, der dafür verantwortlich sei, aber nicht nennen wollte.
Kant akzeptierte die „Beweise“ der „pünctlichen und gewissenhaften Redlichkeit“ und Garves Erklärung, richtete nun aber das Augenmerk auf dessen „Götting’schen Freund“: „Diesen Mann kann ich aus seiner Manier, vornemlich wo er seine eigene Gedanken hören läßt, sehr wohl errathen.“
Offenbar lag Kant mit seiner Annahme richtig, denn er brach die Vorlesungen zur Philosophischen Enzyklopädie, die er seit 1769 gehalten hatte und die auf einem Grundriss des Göttinger Professors Feder beruhten, im Wintersemester 1782/83 plötzlich ab, ließ sogar die bereits angekündigte von einem Kollegen, Wlochatius, halten, was seinen Gepflogenheiten widersprach. Am 10. Juli 1784 bestätigte G. Schütz in einem Brief an Kant, dass Feder der eigentliche Urheber der Rezension war.
In der Folge der kantischen Replik in den Prolegomena sah sich Feder 1797, als seine Urheberschaft bekannt war und sein strikter Empirismus zunehmend als veraltet und problematisch erschien, dazu gezwungen, seine Professur aufzugeben.
In den Prolegomena, vor der Streitschrift gegen den zunächst noch unbekannten Rezensenten, reagierte Kant auch inhaltlich, indem er von dem in der Kritik der reinen Vernunft rein problematischen Begriff Ding an sich erstmals als eines „wirklichen Gegenstandes“ (Proleg. A 63) sprach, um sich von Berkeleys und Descartes’ Idealismus abzugrenzen. Schließlich fügte er in der zweiten Auflage der KrV als Zusatz zum vierten Postulat die Widerlegung des Idealismus (B 274 – 279) ein.

### Die Deutung in J. A. Eberhards Magazin
Auch die Kritik von Johann August Eberhard, 1789 im Philosophischen Magazin publiziert, wurde von Kant umfangreich und nicht ohne Sarkasmus beantwortet. Das Magazin, erst im Jahr davor gegründet, war ein Sammelplatz der Kritiker der neuen Philosophie, und als die Angriffe gegen Kant dort zunahmen, entschied er sich zu einem Gegenschlag, mit der Folge, dass es 1792 wieder eingestellt werden musste.
Die Vorarbeiten zu Kants Replik begannen im Dezember 1789, im Frühling 1790 erschien dann die Polemik mit dem programmatischen Titel Über eine Entdeckung, nach der alle neue Kritik der reinen Vernunft durch eine ältere entbehrlich gemacht werden soll, denn im Gegensatz zu Feder meinte Eberhard, dass Kants neue Philosophie nicht bei Berkeley und Hume, sondern bei Leibniz schon zu finden war.
Neben der bissigen Replik lieferte Kant mit der Schrift nach den Prolegomena den zweiten Kommentar zur Kritik der reinen Vernunft – der selbst Fichtes Verständnis davon erhöhte – und ging dabei auf folgende Themen bezüglich der „objectiven Realität“ ein: den Unterschied zwischen der formalen und der transzendentalen Logik am Beispiel des Satzes des Widerspruchs und des Satzes vom zureichenden Grund (Erste Abteilung, A); die Unmöglichkeit, in einem sinnlich wahrnehmbaren Gegenstand das Einfache (nicht Zusammengesetzte) zu erkennen (ebd., B); die Unmöglichkeit, ein Ding an sich zu erkennen, wobei er die auf sinnliche Dinge begrenzte Kategorie der Kausalität thematisierte. Schließlich erläuterte Kant in der „Zweiten Abteilung“ noch einmal die Möglichkeit synthetischer Urteile a priori.

### Grundlegung des Kanons der Kantianer durch Reinhold
Außerhalb der philosophischen Zirkel blieb die schwer zugängliche KrV ziemlich unbeachtet und unbekannt, bis Carl Leonhard Reinhold in der Zeitschrift Der Teutsche Merkur 1786 die Briefe über die Kantische Philosophie publizierte, mit denen er begann, die KrV im Sinn der Populärphilosophie darzustellen. In einem Brief an Reinhold reagierte Kant sehr erfreut: „Ich habe vortreflicher liebenswürdiger Mann die schöne Briefe gelesen womit Sie meine Philosophie beehrt haben und die an mit Gründlichkeit verbundener Anmuth nichts übertreffen kan die auch nicht ermangelt haben in unserer Gegend alle erwünschte Wirkung zu thun.“
Doch erst Reinholds Versuch einer neuen Theorie des Vorstellungsvermögens mit 60-seitigem Vorwort „Über die bisherigen Schicksale der kantischen Philosophie“ und einer umfangreichen Erörterung der Fragen „Über den Erkenntnisgrund der Religion“ und „ob ein Gott sey“ (ebd. S. 76) stellte die KrV im Sinne einer philosophischen Schulmeinung vor, indem die „Transzendentale Logik“ eher in ihrer Zielsetzung – der Dialektik der transzendentalen Ideen und der begrenzten Möglichkeit der Behandlung der daraus fließenden metaphysischen Fragen nach Gott, Freiheit und Unsterblichkeit – zum Mittelpunkt der Darstellung wurde und die komplexen Grundlagen dafür, die Transzendentale Analytik, in den Hintergrund rückten.
Wenn Reinhold damit auch die KrV (zudem das ethische Werk) in Kants Sinn einem größeren Publikum vermittelte, wurde nun aber seine „Elementarphilosophie“ zum Gegenstand des Widerspruchs gegen ihn und Kant, wobei Einzelheiten der Kritik der reinen Vernunft – wie die hier erörterte Frage der Kategorie der Kausalität im Kontext des Ding an sich – unerwähnt blieben. So antwortete ein Autor der Göttinger Gruppe, der Professor und Schwiegersohn von Feder, Gottlob Schulze, ebenfalls zunächst anonym als Aenesidemus im gleichnamigen Text und bezog sich auf Reinhold, teils das widerlegend, was jedenfalls nicht Kant behauptet hatte. Die Gruppe der Göttinger Universität war dabei durchaus nicht unvoreingenommen, wie L. H. Iacob 1796 in einem Brief an Kant mitteilte: „So viel ist gewiß, daß Hr. Feder Ostern Göttingen verläßt. Es sind aber viele der älteren Professoren bittere Feinde der kritischen Philosophen (…) So herrscht die Kabale in unsern Tagen nicht minder, als zu Duns u. Langens Zeiten.“
Doch Kant brauchte auf den Skeptiker Schulze nicht zu reagieren, tat es auch nicht, da sich inzwischen die Urgemeinde der Kantianer formiert hatte, die Aenesidemus unter Beschuss nahm: Johann Heinrich Abicht mit Hermias oder die Auflösung der die gültige Elementar-Philosophie betreffenden Aenesidemischen Zweifel, (1794), Kants Briefpartner und ehemaliger Student Jakob Sigismund Beck mit dem Versuch einer Widerlegung des Aenesidemus gegen die reinholdische Elementarphilosophie (1795) und Johann Carl Christian Visbeck, Die Hauptmomente der Reinholdischen Elementarphilosophie in Beziehung auf die Einwendung des Aenesidemus untersucht (1794). Schließlich rezensierte die Schrift auch der von Kant persönlich geförderte Fichte und nannte Schulzes Skeptizismus darin einen „anmaßenden Dogmatismus“.

### Katholizismus
Nach der positiven Rezeption zu Kants Lebzeiten folgte durch das katholische Lehrsystem eine Phase der Ablehnung und Anfeindung, die in eine Eintragung im Index librorum prohibitorum mit Dekret vom 11. Juni 1827 mündete. Die höheren katholischen Lehranstalten folgen bis zur Durchsetzung des Neuthomismus mit seiner Zwei-Wahrheiten-Lehre weitgehend dem System von Christian Wolff.

## Ausgewählte Zitate zurKritik der reinen Vernunft
- [Es ist] „der Streit, was denn eigentlich wohl der Sinn der Hauptlehren dieser Kritik sey, ob er gleich nunmehr schon fast zwanzig Jahre lang mit der größten Lebhaftigkeit geführt worden ist, noch nicht völlig beendigt.“ – Gottlob Ernst Schulze, Kritik der theoretischen Philosophie
- „Kant (…) setzt mit allen andern voraus: was die reine Vernunft behaupte, das müsse sie erst einem Beweise unterworfen haben. Diese Voraussetzung liegt in seiner Idee der Deduktion der Kategorien, sie verleitet ihn zu dem Widerspruch, daß er in der Kritik der reinen Vernunft ein System der Grundsätze des reinen Verstandes aufstellt, wo er doch für jeden, wiewohl er ein Grundsatz sein soll, noch einen sogenannten transcendentalen Beweis führt aus seinem angeblich obersten Grundsatz aller synthetischen Urtheile a priori, dem Princip der Möglichkeit der Erfahrung.“ – J. F. Fries, Neue oder anthropologische Kritik der Vernunft
- „Meine Nervenschwäche verbietet mir alle Anstrengung, und ich amusire mich unterdessen mit minderangreifenden Arbeiten, davon ich nächstens das Vergnügen haben werde, einige Proben zu übersenden. Ihre Kritik der reinen Vernunft ist für mich auch ein Kriterium der Gesundheit. So oft ich mich schmeichele, an Kräften zugenommen zu haben, wage ich mich an dieses Nervensaftverzehrende Werk, und ich bin nicht ganz ohne Hoffnung, es in diesem Leben noch ganz durchdenken zu können.“ – Moses Mendelssohn, Brief an Kant vom 10. April 1783
- „Denn gerade die Apriorität dieser Erkenntnißformen, da sie nur aus dem subjektiven Ursprung derselben beruhen kann, schneidet uns die Erkenntniß des Wesens an sich der Dinge auf immer ab und beschränkt uns auf eine Welt von bloßen Erscheinungen, so daß wir nicht ein Mal a posteriori, geschweige a priori, die Dinge erkennen können, wie sie an sich selbst seyn mögen. Demnach ist die Metaphysik unmöglich, und an ihre Stelle tritt Kritik der reinen Vernunft. Dem alten Dogmatismus gegenüber ist hier Kant völlig siegreich; daher haben alle seitdem aufgetretenen dogmatischen Versuche ganz andere Wege einschlagen müssen, als die früheren: auf die Berechtigung des meinigen werde ich, der ausgesprochenen Absicht gegenwärtiger Kritik gemäß, jetzt hinleiten.“ – Arthur Schopenhauer, Die Welt als Wille und Vorstellung
- „Was die Philosophie Kants angeht, denke ich, daß jeder Philosoph seinen eigenen Kant hat, und ich kann auf das, was Sie anführten nicht antworten, da die Hinweise, die Sie gegeben haben, mir nicht ausreichen um zu wissen, wie Sie Kant interpretieren.“ – „Ich für meinen Teil glaube nicht, daß meine Theorie in allen Punkten mit dem Denken Kants in Übereinstimmung zu bringen ist, wie letzteres mir sich darstellt.“ Albert Einstein
- „Kants Text wurde eine Zuflucht, bei Kant einen Fürsprecher für die von mir gestellte Seinsfrage zu suchen. Die dergestalt bestimmte Zuflucht führte dazu, daß die Kritik der reinen Vernunft im Gesichtskreis der Fragestellung von Sein und Zeit ausgelegt, in Wahrheit jedoch der Frage Kants eine ihr fremde, wenngleich sie bedingende Fragestellung untergelegt wurde.“ Martin Heidegger, Kant und das Problem der Metaphysik
- „Die Schwierigkeit seines Stils besiegelte sein Schicksal.“ – Karl Popper, Kant und seine Kosmologie

## Ausgaben
- Immanuel Kant: Critik der reinen Vernunft. Riga, 1781. Digitalisat und Volltext im Deutschen Textarchiv.
- Immanuel Kant: Kritik der reinen Vernunft. Nach der ersten und zweiten Originalausgabe hrsg. von Raymund Schmidt. Hamburg 1956 (= Philosophische Bibliothek. Band 37a).
- Immanuel Kant: Kritik der reinen Vernunft. Meiner Verlag, Hamburg 1998, ISBN 3-7873-1319-2. Mit einer ausführlichen Bibliographie von Heiner Klemme
- Wilhelm Weischedel (Hrsg.), Immanuel Kant: Kritik der reinen Vernunft. Suhrkamp, Frankfurt am Main 1974, ISBN 3-518-27655-7.
- Immanuel Kant: Theoretische Philosophie. Textausgabe und Kommentar. von Georg Mohr neu edierte und kommentierte Ausg. zum Kant-Jubiläum. Suhrkamp, Frankfurt 2004, ISBN 3-518-29118-1.
  - Band 1: Kritik der reinen Vernunft.
  - Band 2: Prolegomena zu einer jeden künftigen Metaphysik, die als Wissenschaft wird auftreten können ; Welches sind die wirklichen Fortschritte, die die Metaphysik seit Leibnizens und Wolffs Zeiten in Deutschland gemacht hat?
  - Band 3: Werkkommentar und Stellenkommentar zur Kritik der reinen Vernunft, zu den Prolegomena und zu den Fortschritten der Metaphysik.
- Immanuel Kant: Werke. Gruyter Verlag. Akademie Textausgabe (Nachdruck 1968, 9 Bände. Photomechanischer Abdruck des Textes der von der Preußischen Akademie der Wissenschaften 1902 begonnenen Ausgabe von Kants gesammelten Schriften.)
  - Band 3: Kritik der reinen Vernunft. ISBN 978-3-11-001436-5. (Nachdruck der 2. Auflage 1787)
  - Band 4: u. a.: Kritik der reinen Vernunft. ISBN 978-3-11-001437-2. (Nachdruck der 1. Auflage 1781)
- Immanuel Kant: Die drei Kritiken in ihrem Zusammenhang mit dem Gesamtwerk. Mit verbindendem Text zusammengefasst von Raymund Schmidt. Kröner, Stuttgart 1975, ISBN 3-520-10411-3. (= Kröners Taschenausgabe, 104.) (kommentierte Textauswahl)